# Leucanopsis zozinna
Leucanopsis zozinna là một loài bướm đêm thuộc phân họ Arctiinae, họ Erebidae.